# Wilma Neruda
Wilma Neruda, també coneguda com a Wilhelmine Maria Franziska Neruda (Brno, Moràvia, República Txeca, 21 de març de 1838 – Berlín, 15 d'abril de 1911) fou una cèlebre violinista moraviana.
Era filla d'un músic notable, Josef Neruda, organista de la catedral de Brno, i germana de la pianista Amalie Neruda i del compositor Franz Xaver Neruda. Fou una artista molt precoç, que aviat va mostrar predilecció pel violí, tot i que inicialment havia estat destinada al piano. Als set anys es presentà al públic de Viena com a concertista de violí. Continuà rebent lliçons de Leopold Jansa, va fer una gira per Alemanya, i el 1849 es va fer aplaudir a la Philarmonic Society de Londres. Obtingué molts èxits a París el 1864 i aquest mateix any es casà amb el compositor suec Ludvig Norman, de qui es separà el 1869.
A partir d'aquesta data s'establí a Londres, on tingué la seva residència habitual, i on prengué part en els concerts del Crystal Palace. L'actuació de Wilma Neruda el maig de 1869 amb la London Philharmonic, interpretant el Concert núm. 1 en mi major d'Henri Vieuxtemps, va ser un esdeveniment en la seva carrera i en la vida musical anglesa.
Al llarg de la dècada de 1870, Wilma Neruda va continuar tocant els concerts més exigents de Mendelssohn, Wieniawski o Beethoven i guanyant-se el respecte dels seus coetanis. Pablo Sarasate li dedicà la Romanza Andaluza i la Jota Navarra. Neruda va ser la primera dona violinista a tocar música de cambra professionalment amb homes. A principis de la dècada de 1870 va dirigir el quartet de moda Monday Popular Concerts, que va assolir grans triomfs.
Havent enviudat del seu primer marit, va contraure noves núpcies amb el pianista Charles Hallé (1888); tornà novament a emprendre gires artístiques, i el 1900 traslladà el seu domicili a Berlín. El 1910 realitzà una gira per Austràlia. Els crítics afirmen que no hi hagut cap dona que la igualés en el seu art, entre les seves coetànies, i l'ompliren d'elogis els eminents violinistes Joachim i Vieuxtemps.